# Abhay Deol
Abhay Deol (Hindi: अभय दियोल [əˈbʱəj d̪ɪˈjoːl], panyabí: ਅਭੇ ਦੇਓਲ; n el 15 de marzo de 1976)  es un actor de cine, productor y cantante de la India. Es conocido por su papel en la película Dev.D, nueva versión de Devdas. Ha protagonizado Manorama Six Feet Under, Oye Lucky! Lucky Oye!, Road, Movie y Aisha también.  Es sobrino de la estrella de Bollywood Dharmendra.

## Filmografía
| Año  | Película                            | Papeles         | Otras notas |
| ---- | ----------------------------------- | --------------- | ----------- |
| 2005 | Socha Na Tha                        | Viren Oberoi    |             |
| 2006 | Ahista Ahista                       | Ankush          |             |
| 2007 | Honeymoon Travels Pvt. Ltd.         | Aspi            |             |
| 2007 | Ek Chalis Ki Last Local             | Nilesh          |             |
| 2007 | Manorama Six Feet Under             | Satyaveer Singh |             |
| 2008 | Oye Lucky! Lucky Oye!               | Lucky           |             |
| 2009 | Dev.D                               | Dev             |             |
| 2009 | Meridian Lines                      | Vijay           |             |
| 2010 | Road, Movie                         | Vishnu          |             |
| 2010 | Aisha                               | Arjun Burman    |             |
| 2011 | Singularity                         | Udaji           |             |
| 2011 | Zindagi Na Milegi Dobara            | Karim           |             |
| 2012 | Shanghai                            | T. A. Krishnan  |             |
| 2012 | Neither the Veil Nor the Four Walls |                 |             |